# Sojeva
Sojeva (albanska: Sojeva, serbiska: Sojevo) är en by i Kosovo. Den ligger i kommunen Ferizaj. Enligt den senaste folkräkningen år 2011 fanns det 1 530 invånare.

## Demografi
| Demografi   | 2011 |
| ----------- | ---- |
| albaner     | 1528 |
| bosnier     | 1    |
| odeklarerad | 1    |